# Bonaire
Bonaire [boˈnɛːr[ə]] (Papiamentu: Boneiru; offiziell niederl. Openbaar lichaam Bonaire, Papiamentu Entidat públiko Boneiru) ist eine Insel der Kleinen Antillen, die politisch zusammen mit ihrer unbewohnten Nebeninsel Klein Bonaire eine Besondere Gemeinde der Niederlande bildet. Sie ist die zweitgrößte der ABC-Inseln (Aruba, Bonaire, Curaçao). Die „Besonderen Gemeinden“ Bonaire, Sint Eustatius und Saba werden wiederum als „BES(-Inseln)“ zusammengefasst. Bonaire gehört nicht zum Schengen-Raum.
Die Gesamtfläche beträgt 288 Quadratkilometer, die Bevölkerungszahl etwa 18.000. Inselhauptstadt ist Kralendijk (von Koralendijk ‚Korallendeich‘). Die älteste Siedlung ist Rincon. Touristisch attraktiv ist die Insel vor allem durch die Unterwasserwelt.

## Gliederung
Der Stern der Flagge hat sechs Spitzen, diese Spitzen stehen für die sechs Wijken (Bezirke). Der Bezirk Playa entsprach vor dem starken Wachstum als Folge des Tourismus der Hauptstadt Kralendijk. Durch dieses Wachstum und die daraus resultierenden Wohngebietsvergrößerungen sind vier dieser Gebiete mit Playa zusammengewachsen. Heute wird der so entstandene Ort insgesamt Kralendijk genannt. Der Ort Rincon liegt rund elf Kilometer nordwestlich von Kralendijk bzw. sieben Kilometer von dessen Vororten.
| Kralendijk                  | Kralendijk | Kralendijk       | Kralendijk       | Kralendijk       |
| Wijk/District               | Fläche km² | Bevölkerung 2007 | Bevölkerung 2011 | Bevölkerung 2017 |
| --------------------------- | ---------- | ---------------- | ---------------- | ---------------- |
| Playa [Kralendijk]          | …          | 01.963           | 02.065           | 02.531           |
| Tera Cora (Tera Kora)       | …          | 01.610           | 01.861           | 02.580           |
| Nikiboko                    | …          | 02.633           | 02.932           | 03.971           |
| Entrejol (Antriol)          | …          | 03.947           | 04.406           | 04.819           |
| Noord Saliña (Nort Salinja) | …          | 02.378           | 02.561           | 03.403           |
| Rincon                      |            |                  |                  |                  |
| buurt/Nachbarschaft         | Fläche km² | Bevölkerung 2007 | Bevölkerung 2011 | Bevölkerung 2017 |
| Rincon Noord                | …          | 01.788           | 0833             | 0859             |
| Rincon Zuid                 | …          | 01.788           | 01.008           | 01.016           |
| Bonaire                     | 0288       | 14.319           | 15.666           | 19.179           |

Die Bezirke werden in 22 Buurten oder Neighborhoods weiter untergliedert.

## Sprachen
Amtssprachen sind Niederländisch und Papiamentu. Letztere ist die bei der Bevölkerung am häufigsten gesprochene Sprache (etwa 75 % der Bevölkerung).

## Geschichte

### Voreuropäische Bevölkerung
Die Caiquetíos, ein Stamm der Arawak, waren die ersten Siedler auf Bonaire. Sie gaben der Insel den Namen Bonay („tiefes Land“).

### Spanische Kolonialzeit
Erste Europäer landeten 1499 unter Alonso de Ojeda und Amerigo Vespucci auf den ABC-Inseln und nahmen sie für Spanien unter dem Namen islas inútiles („nutzlose Inseln“) in Besitz, da sie auf den Inseln nichts Verwertbares fanden und die Insel sich nicht für Landwirtschaft eignete. Sie nannten Bonaire auch islas de los gigantes („Inseln der Riesen“), denn die Bewohner waren im Schnitt einen Kopf größer als die Eroberer. Zwischen 1513 und 1515 wurden alle Indigenen als Sklaven nach Hispaniola verschleppt und Bonaire blieb entvölkert und menschenleer zurück.
1526 wurden einige der überlebenden Ureinwohner zurückgebracht, wo sie für die Viehzucht eingesetzt wurden. Sie wurden freigelassen, da sie so weniger kosteten. Das Vieh war von den Spaniern ausgesetzt worden und wurde ab und zu zusammengetrieben und „ausgedünnt“. In erster Linie diente dies der Lederproduktion, in geringerem Umfang der Gewinnung von Fleisch, aus dem mit Hilfe des Salzes aus den natürlichen Salinen auf der Südhälfte der Insel Pökelfleisch gemacht wurde.
Erst später wurde das Salz selbst in großem Maßstab gewonnen, denn es fehlten anfangs Arbeitskräfte. Eine Besiedlung durch Europäer wurde von Spanien nicht gefördert, weil das Land keinen ausreichenden Schutz gegen Piraten bieten konnte.
Die älteste europäische Siedlung auf der Insel heißt Rincón („Winkel“) und liegt im kühleren Norden vom Meer aus sichtgeschützt zwischen den Hügeln, wo schon Caiquetios lebten. Diese Gemeinschaft bestand hauptsächlich aus Verurteilten und Kriegsgefangenen. Später verlagerte sich der Schwerpunkt weiter nach Süden, aber immer noch in der Nordhälfte und in gebührendem Abstand des gefährlichen Meeres. Das Dorf Al Interior („Im Landesinneren“) wurde von Spaniern gegründet, die von niederländischen Piraten auf Bonaire ausgesetzt worden waren. Der heutige Name ist Antriol.

### Niederländische Kolonialzeit
1633 nahmen die Holländer die Insel erstmals in Besitz. Sie brauchten die ABC-Inseln nicht nur wegen ihrer strategischen Lage, sondern besonders Bonaire wegen vorhandener, aber kaum ausgebauter Salinen. Das Salz wurde in Holland für die Konservierung von Lebensmitteln gebraucht und in zunehmendem Maße für die Industrie, besonders für Keramik (Delft) und Glas (Leerdam).
Nachdem Spanien seinen Salzlieferanten Portugal 1580 eingegliedert hatte, bezogen die Holländer ihr Salz zunächst aus Punto de Arraya an der venezolanischen Küste. Nachdem 1621 hier die Spanier durch den Bau einer Festung („Fort Kostverloren“) das Geschäft verdorben hatten, besetzten sie die ABC-Inseln. Sie bauten als erstes die Salinen aus. Die Arbeitssklaven wurden aus Afrika importiert. Spanier führten die Plantagenwirtschaft ein und fällten Färbeholz (Brasilholz, wiss. Paubrasilia echinata), ein extrem hartes Holz für Holzzahnräder (Windmühlen), Ruderpinnen und medizinische Zwecke (Wayacá, span. Guaiacó, wiss. Guaiacum officinale). Durch Raubbau wurde dieses auf Bonaire fast ausgerottet.
Während der Französischen Revolution übernahmen die Engländer Bonaire (die Niederlande war mit Frankreich verbündet). Nach der Niederlage Napoleons wurde es im Vertrag von Paris 1816 endgültig den Niederlanden zugesprochen.

### Teil der Niederländischen Antillen
Durch das Statuut voor het Koninkrijk der Nederlanden von 1954 wurden die Karibikinseln, die bis dahin eine niederländische Kolonie gewesen waren – darunter Bonaire –, unter dem Namen Niederländische Antillen ein gleichberechtigtes autonomes Land innerhalb des Königreichs der Niederlande. Bonaire bildete innerhalb der Niederländischen Antillen eine der lokalen Gebietskörperschaften mit der Bezeichnung eilandgebied („Inselgebiet“).

### Auflösung der Niederländischen Antillen
Aufgrund der Ungewissheit über die politische Zukunft stimmten vier von fünf Ländern für eine Loslösung der Niederländischen Antillen. Einige hatten das Bestreben nach mehr Autonomie, während andere eine striktere Integration befürworteten. Das Referendum für Bonaire wurde auf den 26. März 2010 angesetzt, jedoch bereits im Februar 2010 abgesagt. Die Abstimmung wurde zunächst auf September und dann in den Oktober verschoben. Schließlich wurde es am 17. Dezember 2010 durchgeführt und ergab eine Mehrheit von 84 % für einen Anschluss an die Niederlande. Da jedoch die 35 % Wahlbeteiligung unter den benötigten 51 % lag, wurde die Abstimmung für ungültig erklärt. Das Ergebnis war dennoch richtungsweisend.
Nach der Auflösung des Landesverbandes der Niederländischen Antillen am 10. Oktober 2010 wurde die Insel, wie auch Saba und Sint Eustatius, als openbaar lichaam und bijzondere gemeente (öffentliche Körperschaft und besondere Gemeinde) in die Niederlande eingegliedert. Mit der Auflösung der Niederländischen Antillen wurde auch deren Polizeibehörde, das Korps Politie Nederlandse Antillen (KPNA) aufgelöst. Für die BES-Inseln trat an seine Stelle das Korps Politie Caribisch Nederland (KPCN). Als gesetzliches Zahlungsmittel wurde die Währung der niederländischen Antillen, der Niederländische-Antillen-Gulden, zum 1. Januar 2011 durch der US-Dollar abgelöst. Mit der Umstellung wurde die alte Währung innerhalb eines Monats auf den drei Inseln Bonaire, Saba und Sint Eustatius (BES) ungültig.

## Politik

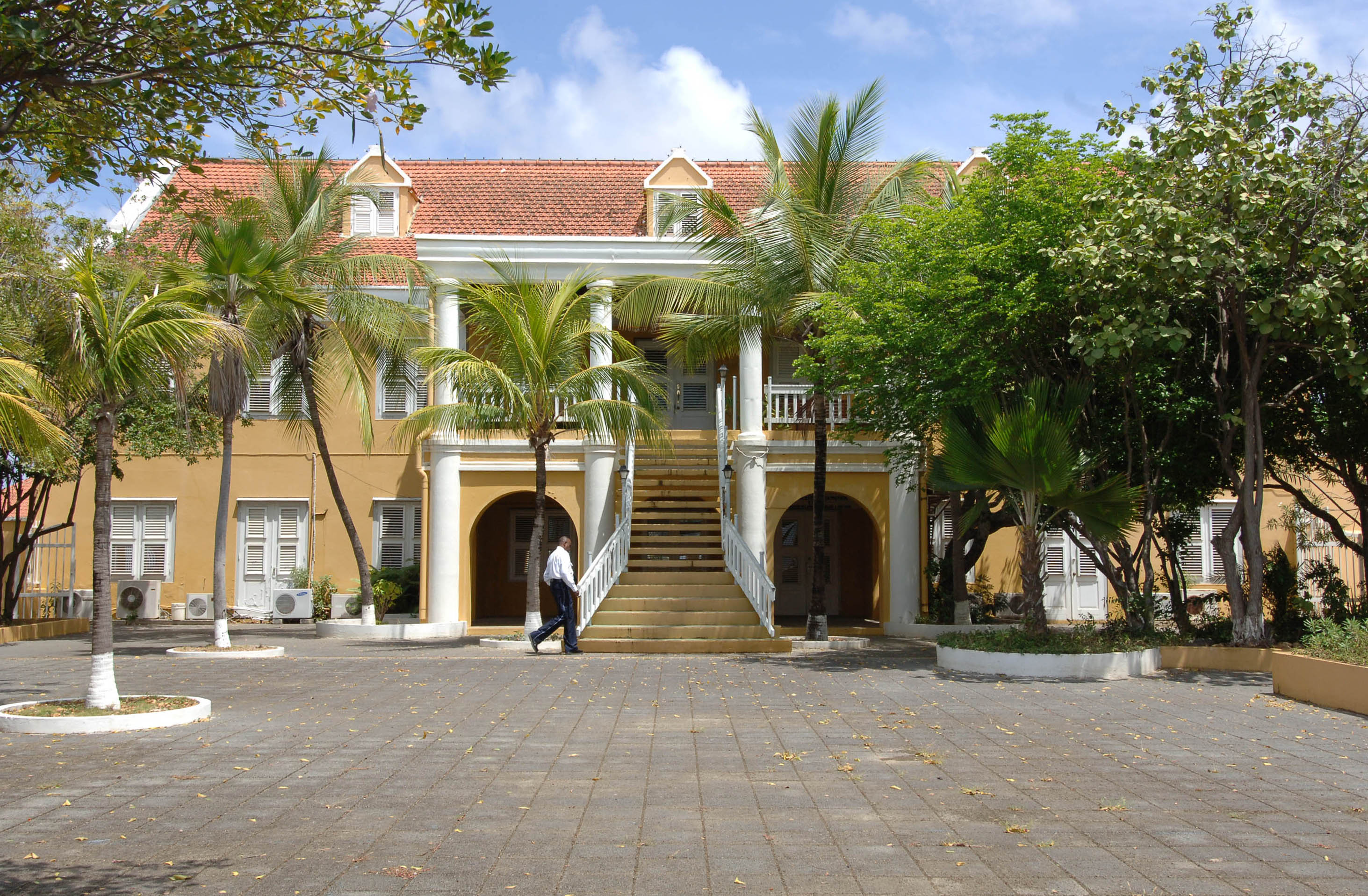
Sitz der Regierung in Kralendijk

Seit der Auflösung der Niederländischen Antillen am 10. Oktober 2010 bildet Bonaire ebenso wie Saba und Sint Eustatius als openbaar lichaam und bijzondere gemeente (öffentliche Körperschaft und besondere Gemeinde) eine Gebietskörperschaft innerhalb des Landes Niederlande. Anstatt – wie sonst in niederländischen Gemeinden üblich – eines Bürgermeisters und eines Gemeinderats gibt es einen gezaghebber und einen eilandsraad (Inselrat, mit neun gewählten Volksvertretern). Die Verwaltung wird durch ein bestuurscollege geleitet, ein vom Inselrat zu kontrollierendes, ausführendes Organ. In beiden Gremien führt der durch die Krone für eine Amtszeit von sechs Jahren ernannte gezaghebber den Vorsitz.
Bonaire ist als Teil des Landes Niederlande in beiden Kammern der niederländischen Generalstaaten vertreten und untersteht direkt deren Gesetzgebung. Staatliche Exekutive ist die niederländische Zentralregierung in Den Haag. Für die innere Sicherheit ist auf den BES-Inseln das Korps Politie Caribisch Nederland (KPCN) zuständig. Der Sitz des KPCN ist in Kralendijk.
Währung ist auf den BES-Inseln seit dem 1. Januar 2011 der US-Dollar.
EU-rechtlich bildet Bonaire eines der mit der Europäischen Union assoziierten Überseeischen Länder und Hoheitsgebiete. Als niederländische Staatsangehörige sind die Bonairer automatisch auch EU-Bürger. Ebenso wie die übrigen zur Zweiten Kammer der Generalstaaten wahlberechtigten Niederländer sind sie automatisch auch bei den Wahlen zum Europaparlament wahlberechtigt.

## Natur
Die Insel besteht aus zwei Teilen, einem grüneren, hügeligen nördlichen Teil und einer flachen Südhälfte. Der Hauptort Kralendijk befindet sich im Übergangsgebiet.
Im Norden trocknen Sonne und Wind den Boden weniger stark aus, darum ist die Vegetation dichter und artenreicher. Hier liegt die menschliche Besiedlung, und es gibt die verlassenen Plantagen. Die Bewohner bewirtschaften mitunter noch private Miniplantagen, die sie ihren „Knuku“ nennen.

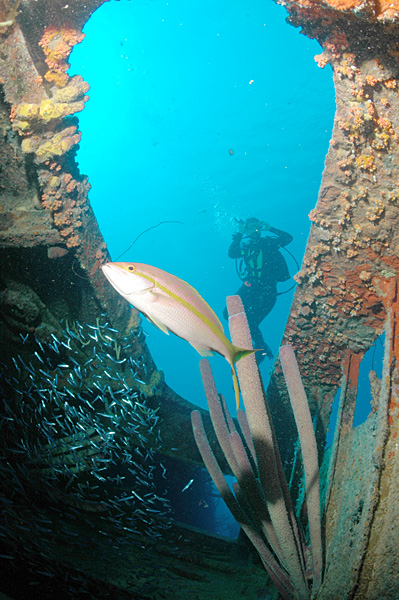
Bonaires Unterwasserwelt

Auf der ganzen Insel leben wilde Esel und Leguane. Die meisten Esel sind inzwischen im Eselreservat in der Nähe des Flughafens untergebracht. Die Pflanzenwelt wird bestimmt von baumgroßen Säulen- und Kandelaberkakteen. Säulenkakteen werden landschaftsschützend möglichst als ziegensichere Hecken angeordnet. Durch Abholzung hat die Insel ihre ursprüngliche Vegetation verloren. Besonders geschah dies während des Zeitraums der Französischen Revolution, als die Engländer auf der Insel herrschten.
Der Norden ist noch grün. Eine charakteristische Baumart ist der Divi-Divi-Baum (Caesalpinia coriaria), der seine Krone wie eine Fahne nach dem Passatwind richtet. Der Washington-Slagbaai-Nationalpark liegt im nordwestlichen Teil der Insel auf dem Gelände der ehemaligen „Plantage Washington“. Zu dieser gehörte der natürliche Hafen Slagbaai (Schlachtbucht), von wo das Pökelfleisch verschifft wurde. Im Süden war immer schon eine Kakteenwüste. Die dortigen natürlichen Salzseen wurden zu Salinen ausgebaut. Gegenwärtig wird im Süden noch ein Viertel der gesamten Landfläche der Insel zur Salzgewinnung genutzt. In diesem Gebiet können Flamingos beobachtet werden, denen man ein Schutzgebiet für den Bau ihrer Schlammnester eingerichtet hat. Da dieses Sanktuarium mitten in diesen Salinen liegt, ist es ruhig und wird von den Flamingos gut angenommen. Der Salzsee im Norden, das Gotomeer, ist Teil des „Washington Nationaal Park“ und dadurch geschützt. An diesem Salzgewässer sind ebenfalls Flamingos heimisch.
Die Küste an der dem ewig wehenden Nord-Ost-Passat zugewandten Ostseite der Insel ist schroff und felsig wird von einem rauen Meer getroffen. Es bestehen dazwischen einige sandige Buchten. Die größte Bucht ist Lac mit einem Mangrovenwald. Hier erfolgte in vergangenen Jahrhunderten der – in der Neuzeit verbotene – Fang von großen Meeresschnecken (Carcós), deren Schalen noch immer in großen Mengen am Ufer liegen.

## Bonaire Marine Park
Im Jahre 1979 wurde der Bonaire Marine Park mit dem Ziel gegründet, die Unterwasserwelt der Gegend zu schützen. Die Regierung erklärte ihn 1999 offiziell zum Nationalpark. Die intakten Riffe und das klare Wasser ziehen zahlreiche Touristen zum Tauchen und Schnorcheln an. Es gibt strenge Regeln zum Schutz der Unterwasserwelt.
Die meisten Tauchplätze der Hauptinsel sind vom Strand aus erreichbar. Bootstransport ist nur für spezielle Divesites auf der Insel Klein-Bonaire nötig. Tauchplätze sind am Straßenrand mit gelben Steinen markiert. Besondere Tauchplätze auf Bonaire sind beispielsweise im Norden die 1000 Steps, im Süden Angel City und das Wrack der Hilma Hooker.
Vor der Westküste liegt die unbewohnte Koralleninsel Klein Bonaire.

## Wirtschaft und Infrastruktur

### Tourismus
Der Tourismus ist der wichtigste Wirtschaftssektor der Insel. Er richtet sich hauptsächlich auf Taucher aus und die Insel zählt zu den besten Tauchregionen der Welt. Es hat einen der schönsten Unterwasser-Nationalparks der Welt, das Bonaire National Marine Park. Wenige Sandstrände und eine die Insel umfassende Korallenlandschaft machen die Insel an vielen Stellen für Badetourismus ungeeignet. Für Schnorchler und Windsurfer ist Bonaire ein beliebtes Reiseziel. Berühmte Tauchplätze sind das Schiffswrack Hilma Hooker, das 1984 auf den Grund sank, der Salt Pier und 1000 Steps. Mit wenigen Ausnahmen befinden sich die Tauchspots im Westen der Insel und auf der vorgelagerten, unbewohnten Insel Klein Bonaire. Die Tauchplätze auf der Hauptinsel sind in der Regel von Land aus zugänglich und mit gelben Steinen mit schwarzer Aufschrift markiert. 
Der Tourismus ist durch die Lage der Insel südlich des Hurricane-Gebiets ganzjährig möglich und konzentriert sich auf Resorts, die überwiegend eine eigene Tauchbasis haben. Darüber hinaus sind einige Bed-and-Breakfast-Pensionen vorhanden. Bau und Vermietung von Luxus-Appartements nehmen ebenfalls zu.
Im Jahr 2019 besuchten 157.800 Besucher die Insel per Flugzeug; 39 % davon kamen aus den Niederlanden. Die Zahl der Besucher, die im Jahr 2019 mit einem Kreuzfahrtschiff kamen, betrug 458.000.

### Salzgewinnung

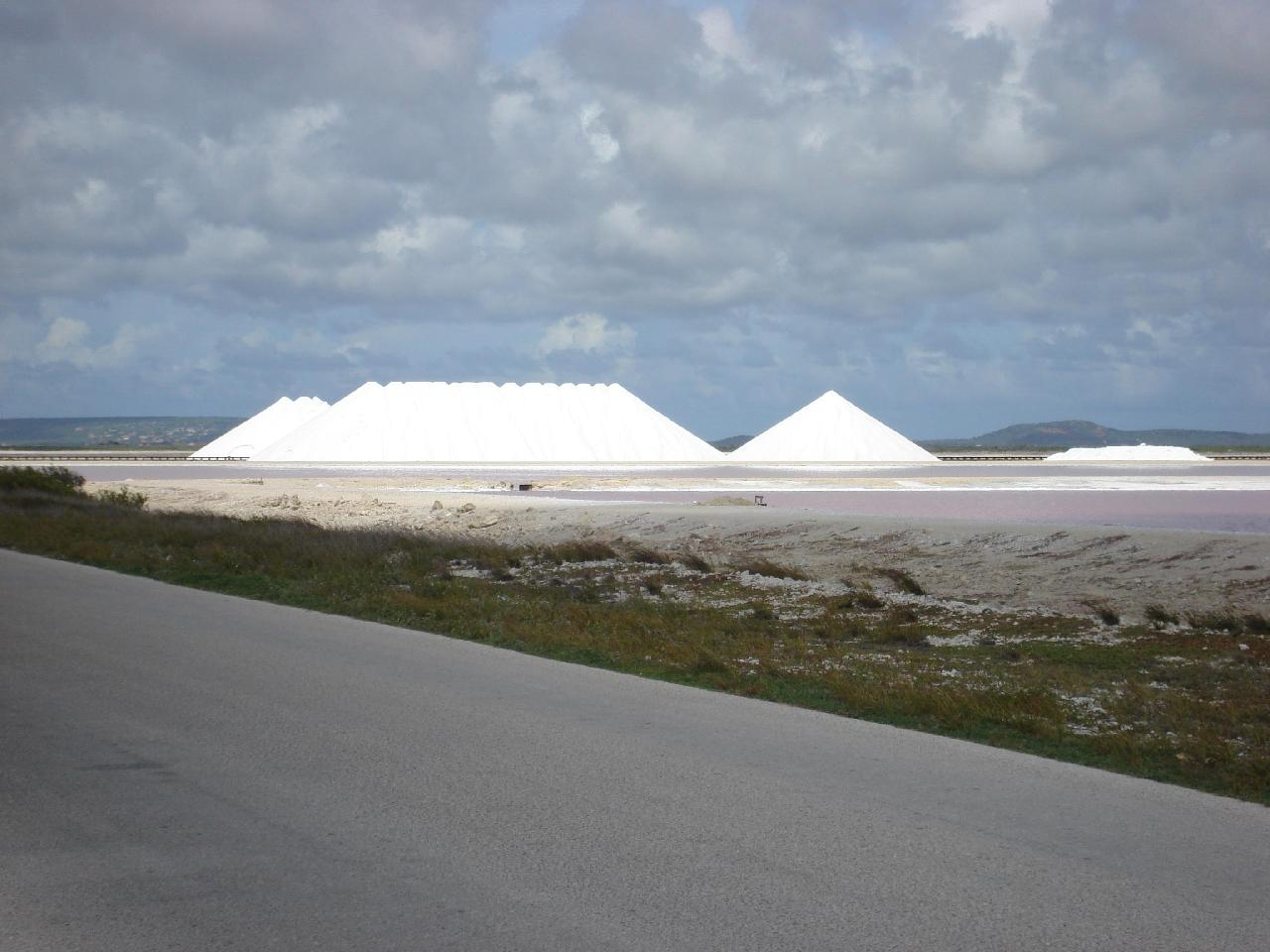
Cargill Salt, Bonaire

Der südliche Teil der Insel ist für die naturfreundliche solare Salzgewinnung eingerichtet. Die Salzgewinnung, die bis 1969 eher handwerklich war, beschränkte sich auf das Pekelmeer (Deutsch: Pökelsee). Seit der Ankunft der International Salt Company in jenem Jahr wird der größte Teil des Tieflands auf der Südhälfte der Insel für die stark mechanisierte Salzgewinnung genutzt. Die große lokale Brutkolonie der karibischen Flamingos hat den Ort schon Ende 1969 gefunden und akzeptiert. Sie brüten dort ungestört inmitten der Kondensorteiche der Salzindustrie. Zwischen Dezember 1969 und März 1970 brüteten 2300 Paare, und 1700–1800 Jungtiere wurden aufgezogen. Seitdem gab es bis 1981 7 recht erfolgreiche Brutperioden. Es hat sich nun gezeigt, dass, wenn Flamingos zweimal alle 6–7 Jahre eine erfolgreiche Brutsaison haben, der Zuwachs die Verluste über diese Jahre ausgleicht.

### Postwesen

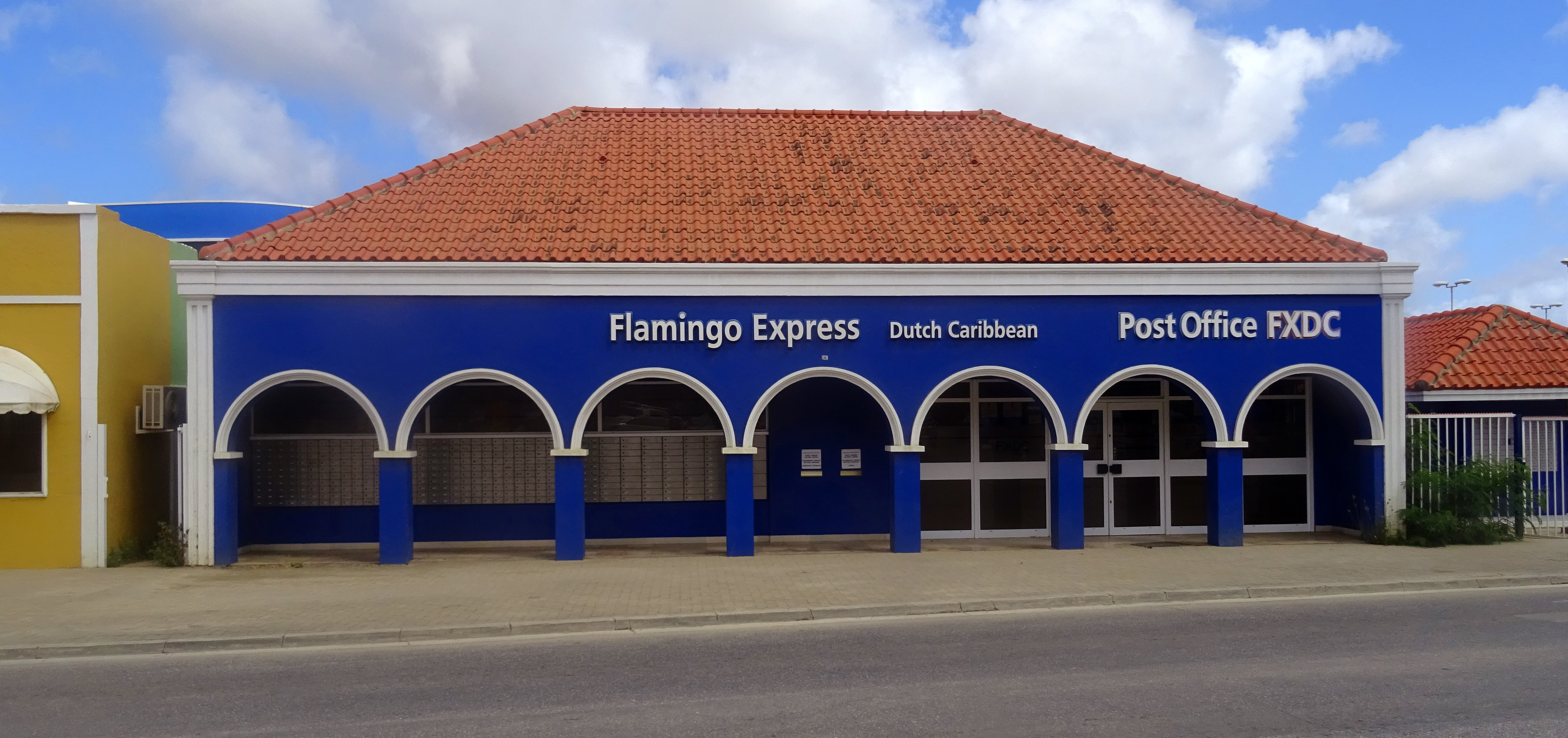
FXDC Post, Bonaire

Postdienstleistungen werden von der FXDC Post (Flamingo Express Dutch Caribbean N.V.) bereitgestellt, die ihren Hauptsitz auf Bonaire hat und Niederlassungen auf St. Eustatius und Saba betreibt. Die Postverwaltung gibt eigene Briefmarken heraus, die mit der Aufschrift „Caribish Nederland“ und zusätzlichem Aufdruck „Bonaire“ mit Wertangabe versehen sind.

### Verkehr

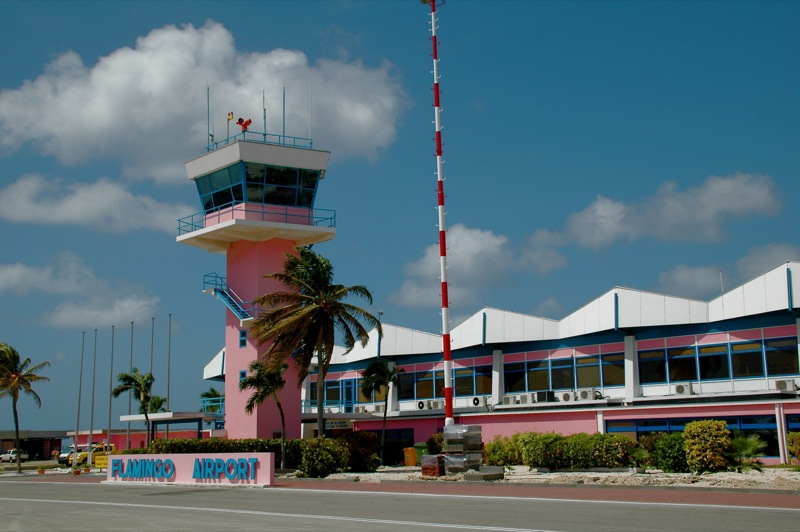
Bonaire – Flamingo Airport

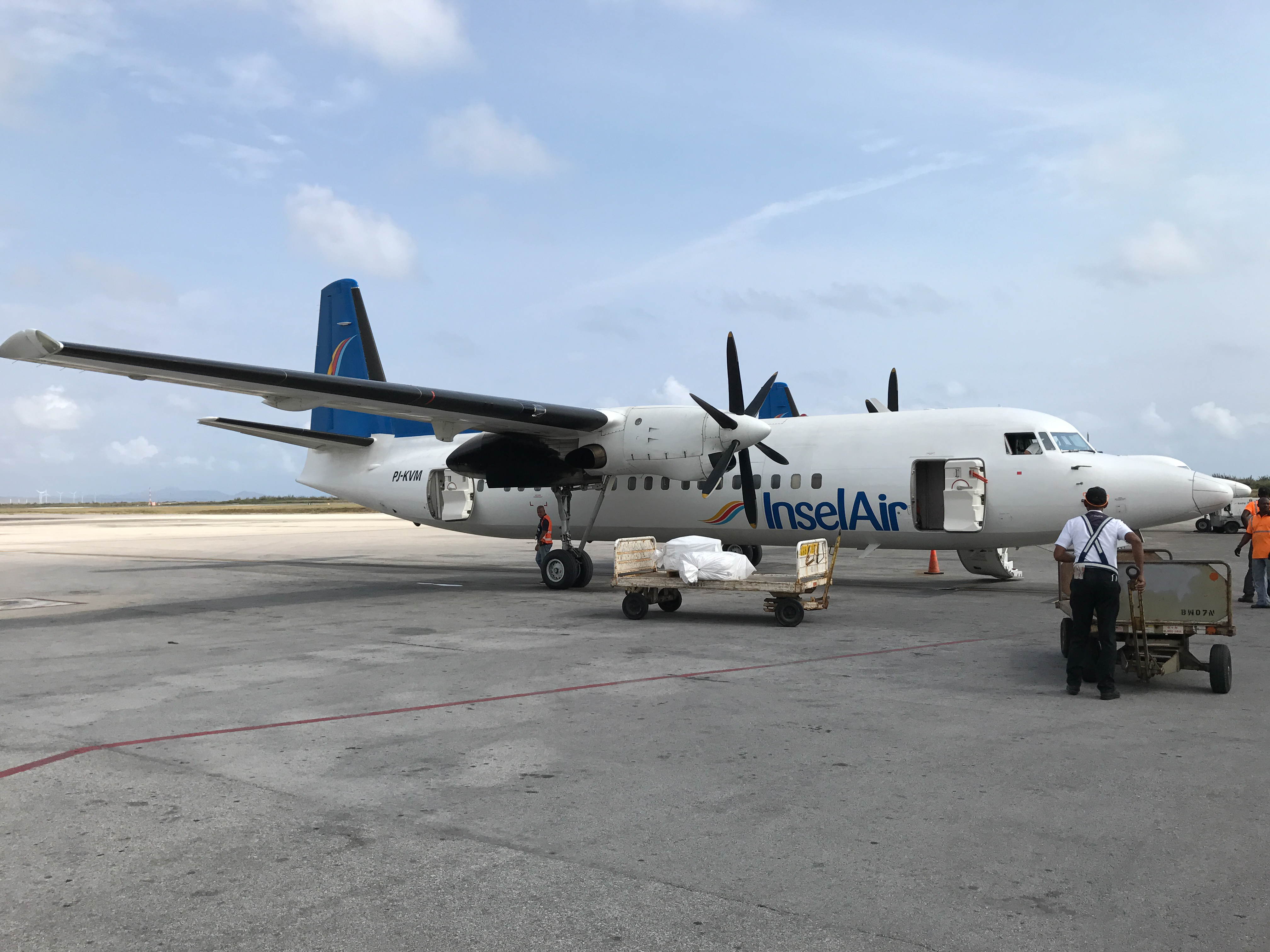
Flugzeug der Insel Air auf Bonaire

Der erste Flughafen der Insel wurde 1936 errichtet. Nach der Landung US-amerikanischer Soldaten auf Bonaire wurde festgestellt, dass der Flughafen nicht den Kriterien der Streitkräfte entspricht. Deshalb wurde auf Befehl des Kommandeurs im Dezember 1943 ein neuer Flughafen ausgebaut und 1945 mit einem Terminal ausgestattet eröffnet. Die Nutzung erfolgte bis in die 1980er Jahre, seither wurde er abschnittsweise modernisiert.
Die niederländische Fluggesellschaft KLM nutzt den Flughafen Bonaire dreimal wöchentlich zu Zwischenstopps auf Flügen von und nach Südamerika. Seit dem Winterflugplan November 2011 wird Bonaire zudem von KLM täglich direkt von Amsterdam aus angeflogen. Der Flughafen ist mit einem Hangar, einem Terminal ausgerüstet. Die vorhandene Flughafenfeuerwehr wurde seit Ende 2014 modernisiert.
Die Betreibergesellschaft hat 2008 einen 15-Jahres-Plan zur Modernisierung und Zukunftsplanung des Flughafens vorgelegt. Die Regierung der Insel hat diesen 2009 bewilligt und die erste Phase dieses Plans, die Modernisierung der Start-/Landebahn, wurde 2011 abgeschlossen. Die zweite Phase sieht den Neubau des Towers und die Errichtung zweier neuer Rollbahnen vor. In der dritten Phase soll schließlich das Terminal erneuert werden.

## Ortschaften
Die einzigen Siedlungen mit Stadtstatus sind Kralendijk (die Hauptstadt) und Rincon.
Kralendijk hat viele nicht genau voneinander abzugrenzende Vororte, von denen einige aufgeführt sind, ebenso wie kleinere Ortschaften der Insel.
| einige Vororte Kralendijks                                 | einige Vororte Kralendijks                                  | kleinere Ortschaften                            |
| ---------------------------------------------------------- | ----------------------------------------------------------- | ----------------------------------------------- |
| - Antriol - Belnem - Hato - Lima - Noord Salina - Nikiboko | - Republiek - Sabadeco - Sabana - Santa Barbara - Tera Cora | - Fontein - Lagoen - Sorobon - Spelonk - Wanapa |

## Medien

### Relaisstation von Trans World Radio
Trans World Radio betreibt auf Bonaire eine Relaisstation, die auf Mittelwelle sendet. Der Mittelwellensender der Station ist der leistungsstärkste Mittelwellensender des amerikanischen Kontinents. Er verwendet als Sendeantenne vier im Quadrat angeordnete 231,6 m hohe Sendemasten und wird auf 800 kHz mit 500 kW oder 100 kW betrieben. Der Standort liegt bei 12° 6′ 23″ N, 68° 17′ 1″ W.

### Relaisstation von Radio Nederland Wereldomroep
Radio Nederland Wereldomroep (RNW) betrieb bis zum Jahre 2012 ein Kurzwellenrelais bei 12° 12′ 48″ N, 68° 19′ 23″ W. Die Sendungen auf Kurzwelle konnten auch in Europa häufig empfangen werden, bis sich RNW dazu entschloss, seine Kurzwellensendungen zu beenden und damit auch die Sendestation auf Bonaire zu schließen und abreißen zu lassen.

## Sport
Special Olympics Bonaire wurde in den späten 1970er Jahren gegründet und nahm mehrmals an Special Olympics Weltspielen teil, zuletzt 2023 in Berlin.

## Bildergalerie

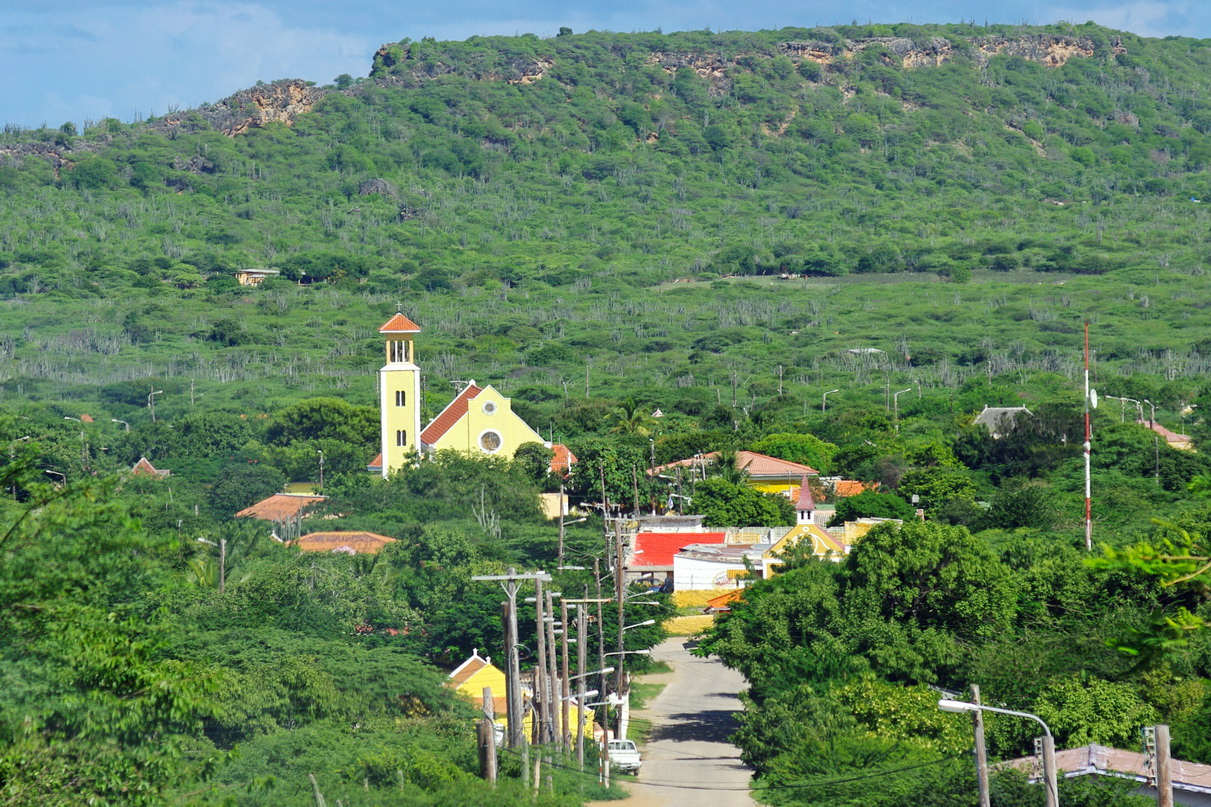
Kirche in Rincon
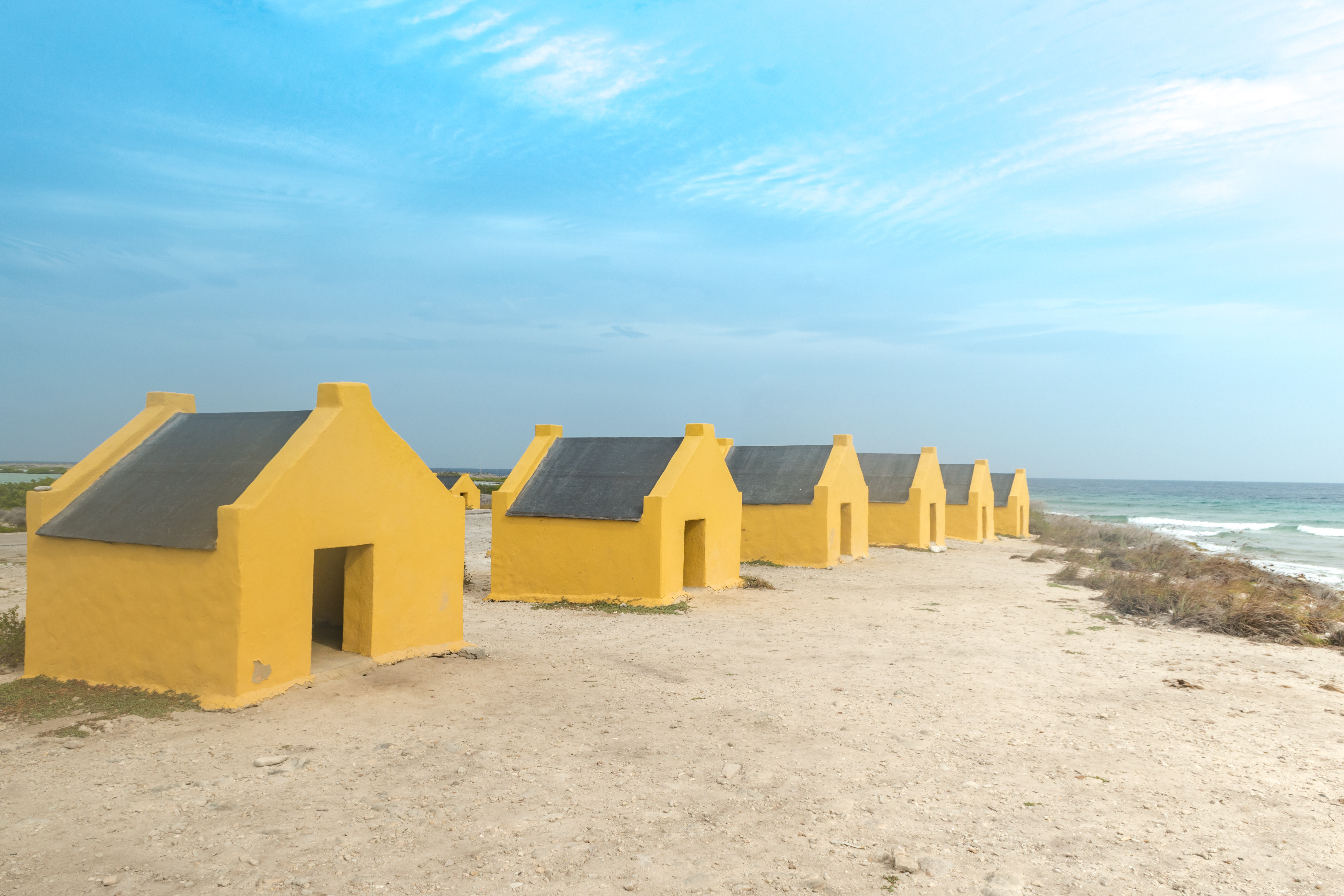
Sklavenhäuser an der Südwestküste von Bonaire
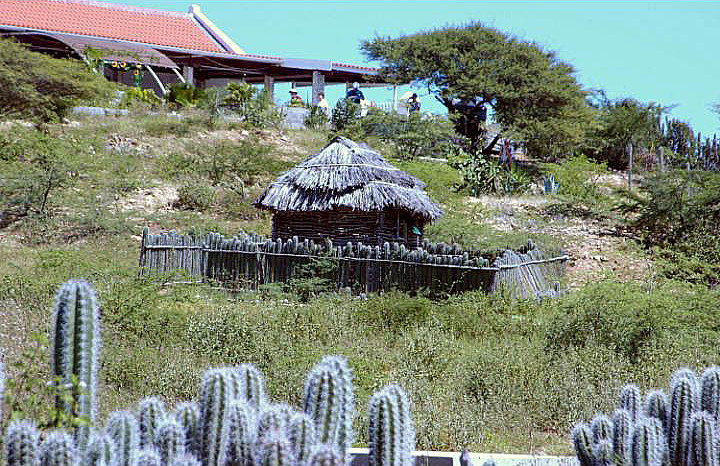
Traditionelle Hütte
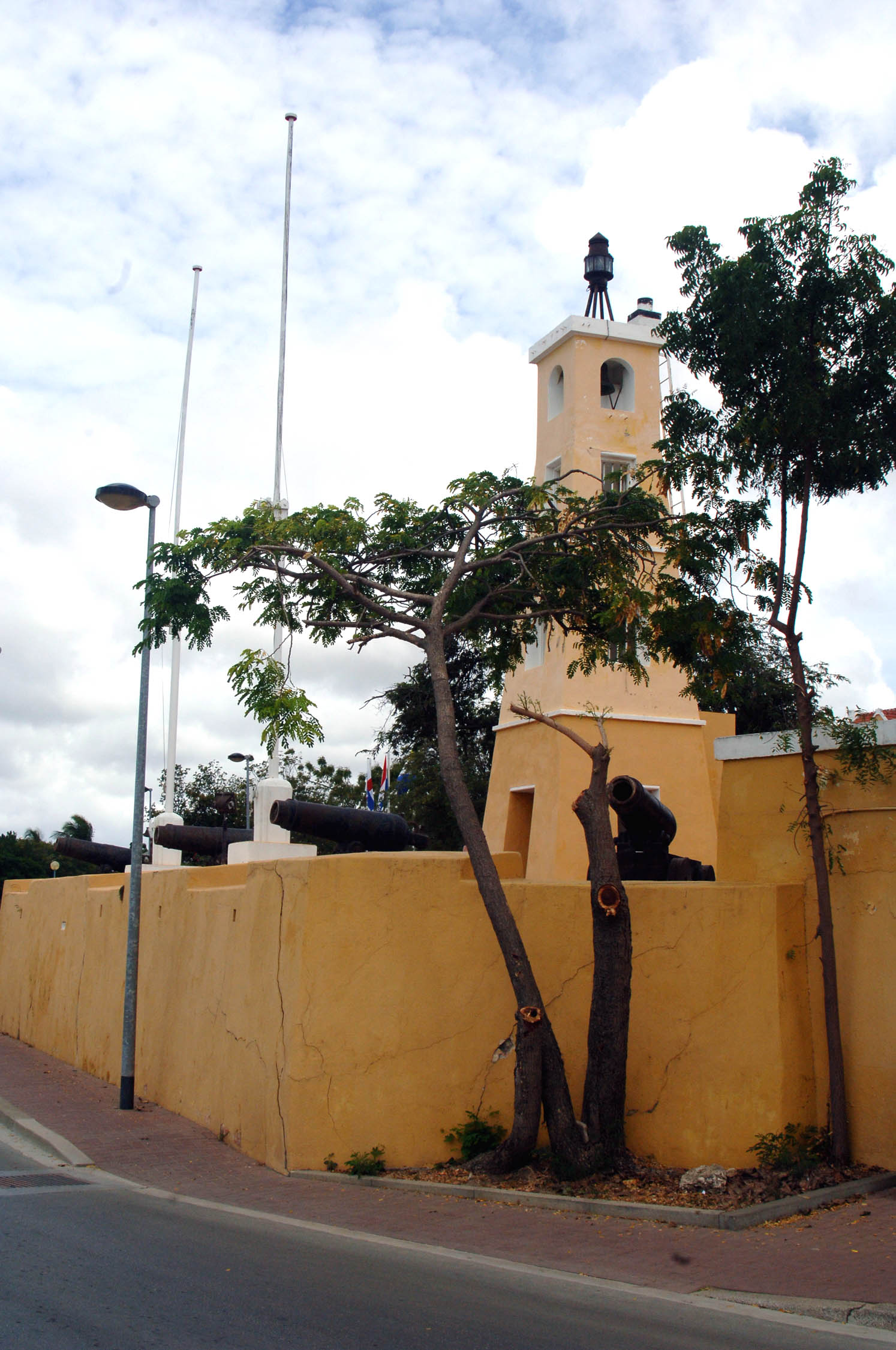
Fort Oranje in Kralendijk
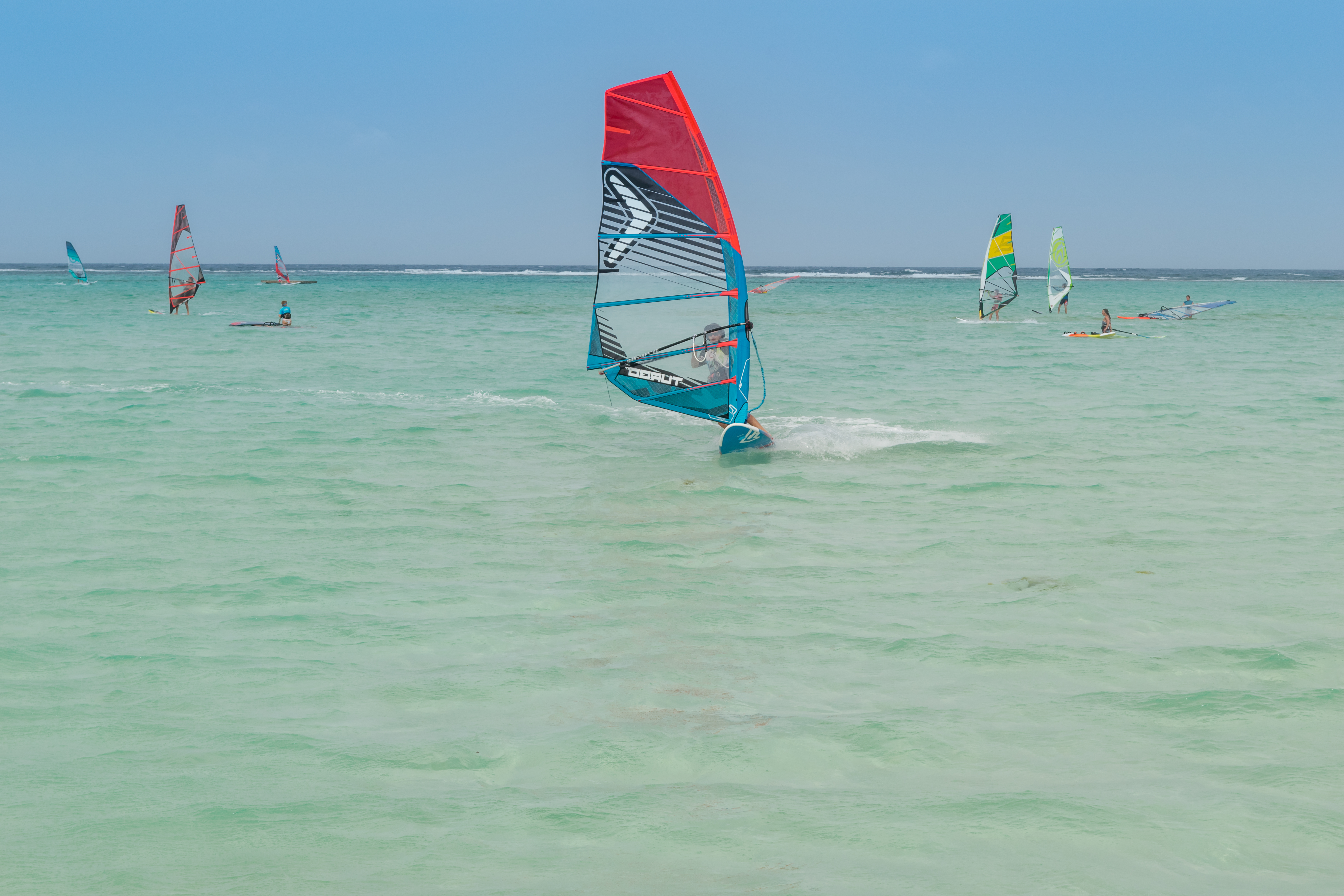
Bonaire ist ein Windsurf-Mekka
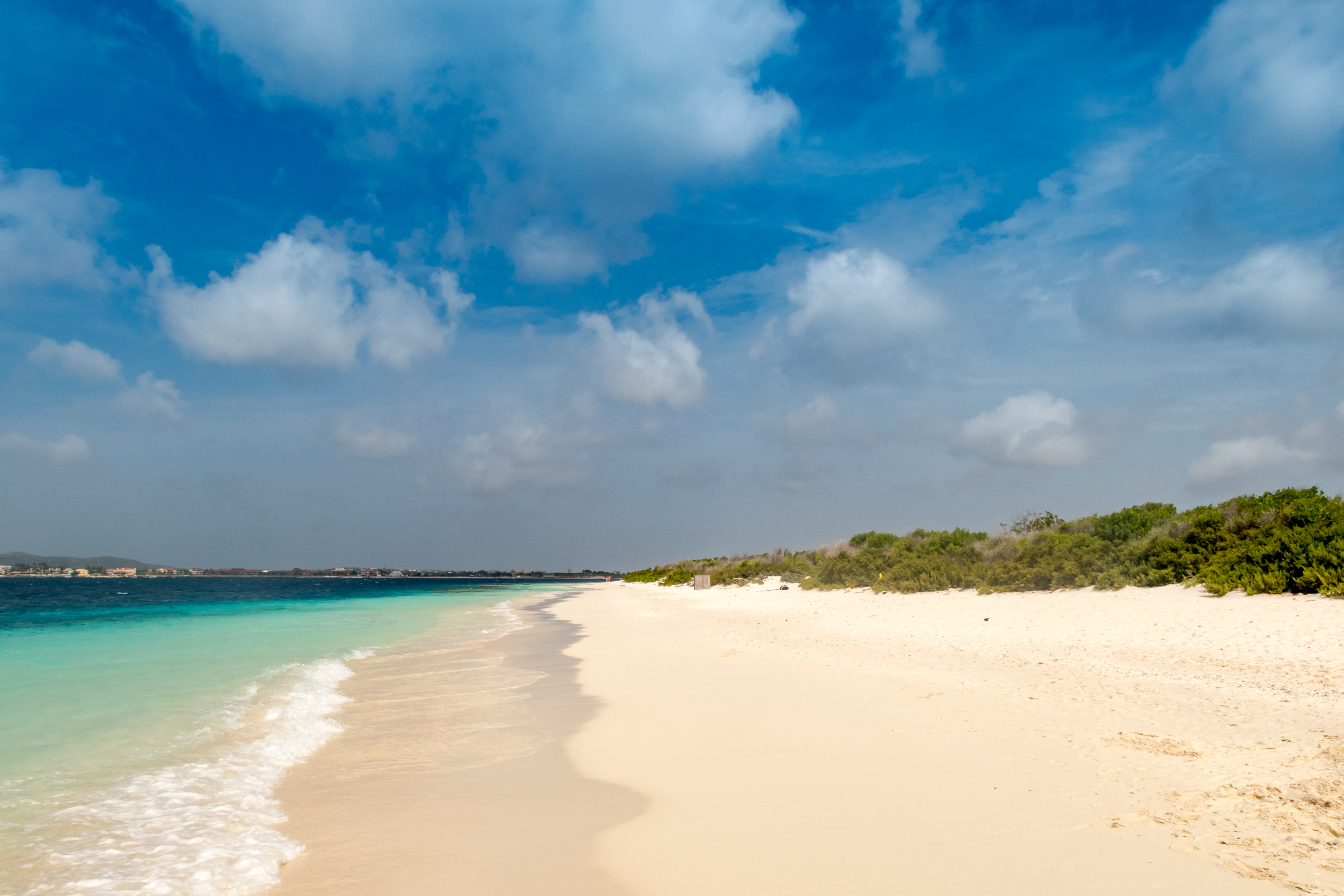
Strand auf der vorgelagerten Insel Klein Bonaire
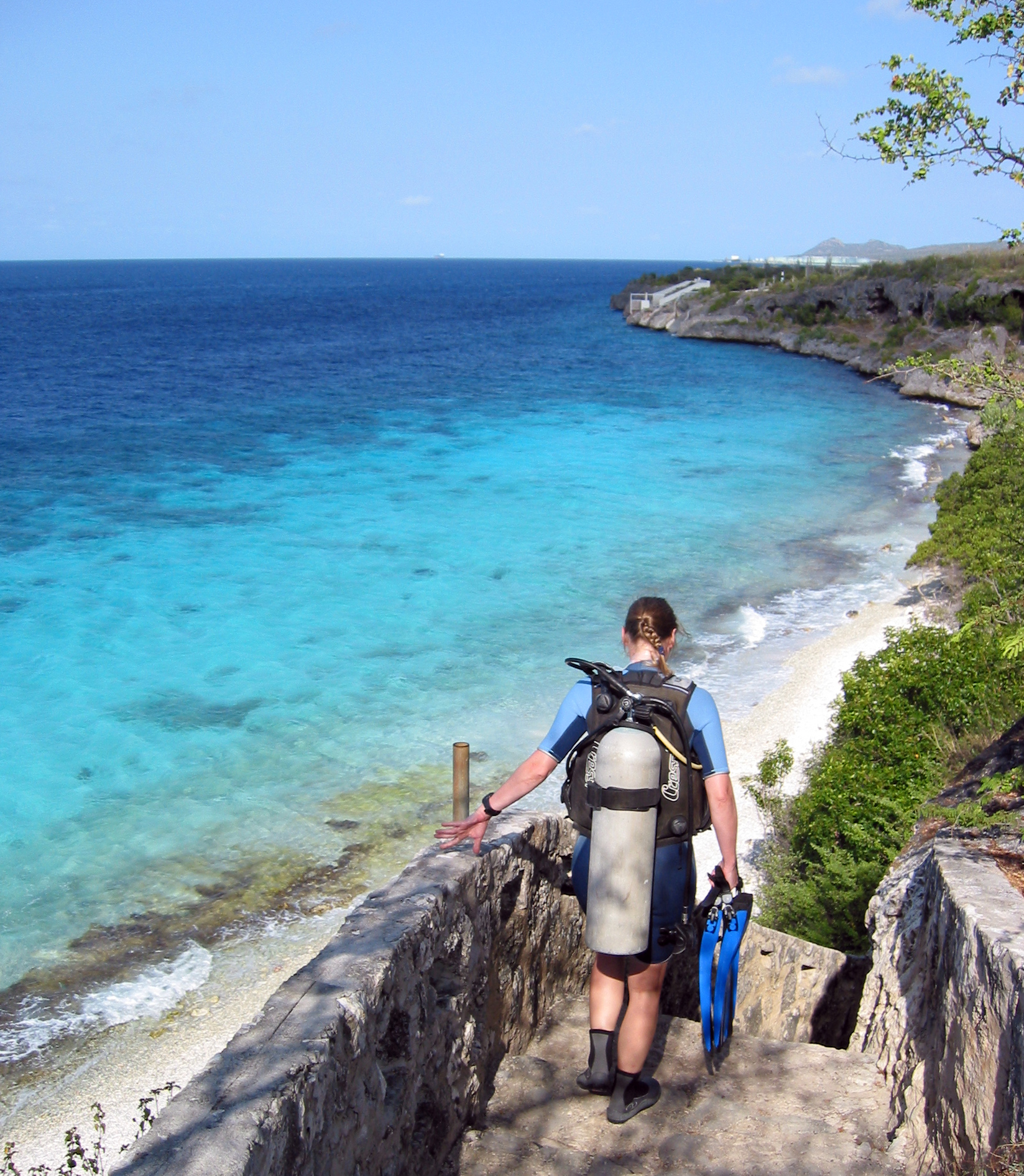
Tauchurlauber sind ein Wirtschaftsfaktor
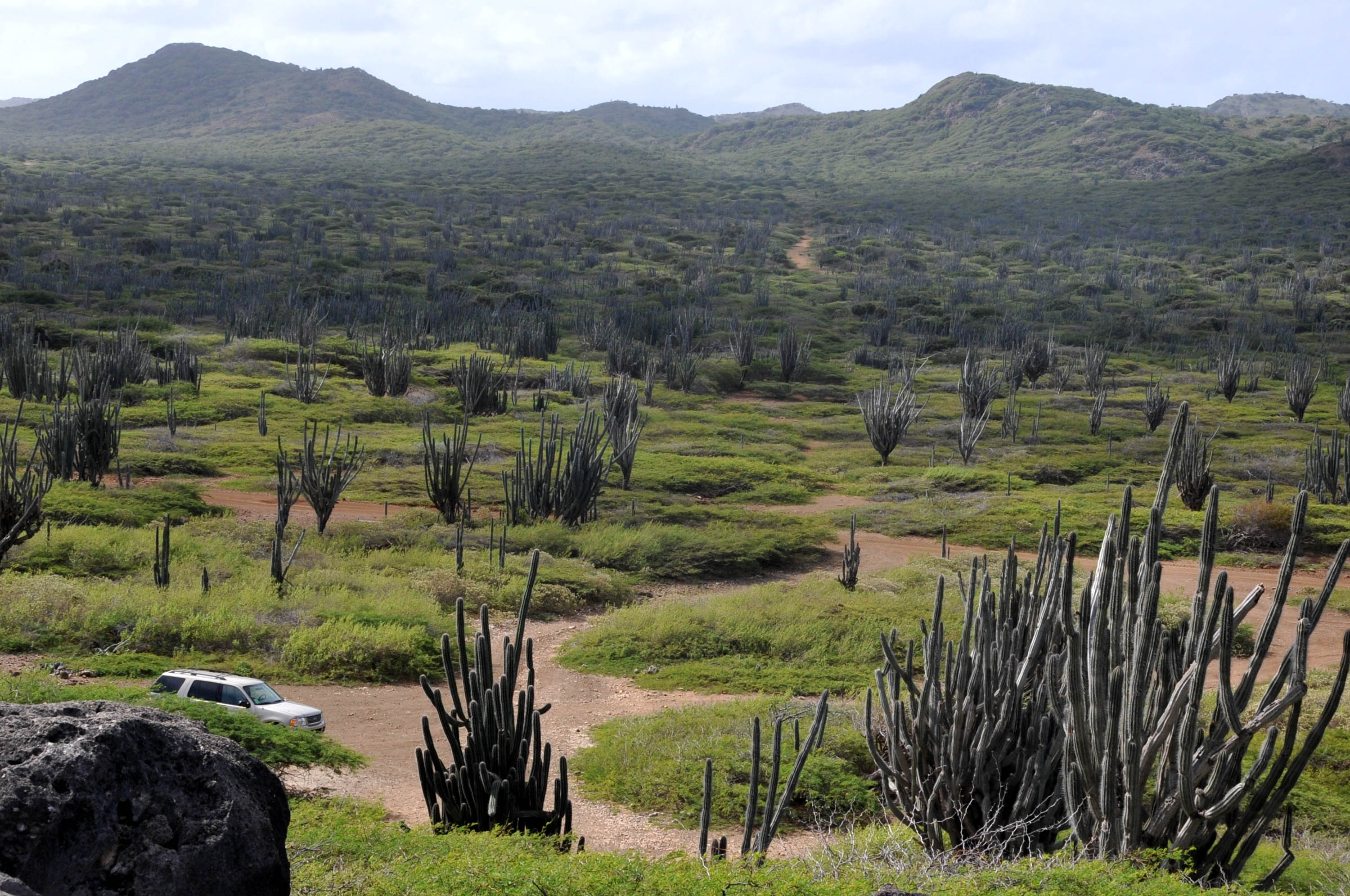
Washington Slagbaai National Park auf Bonaire
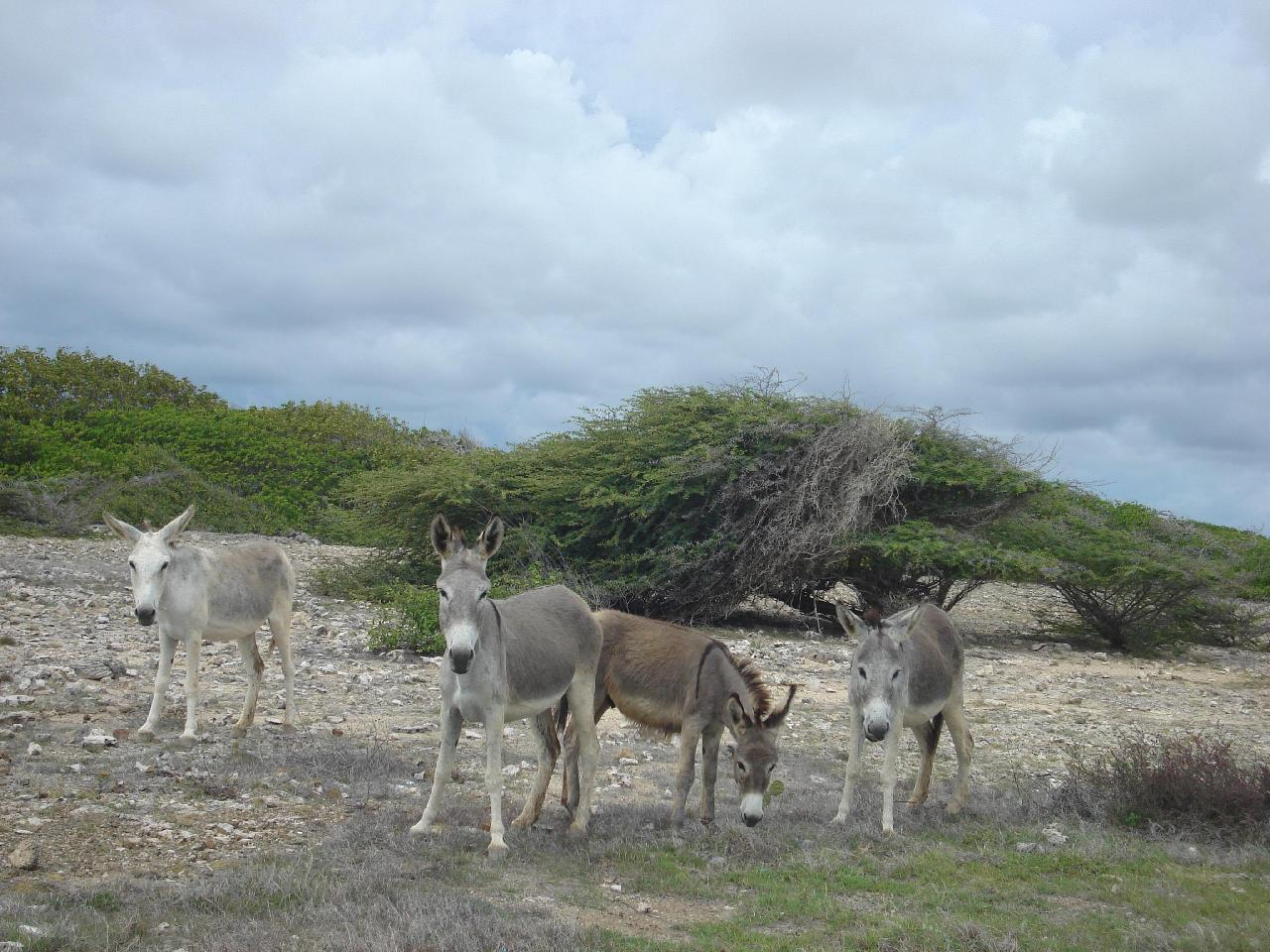
Wilde Esel auf Bonaire
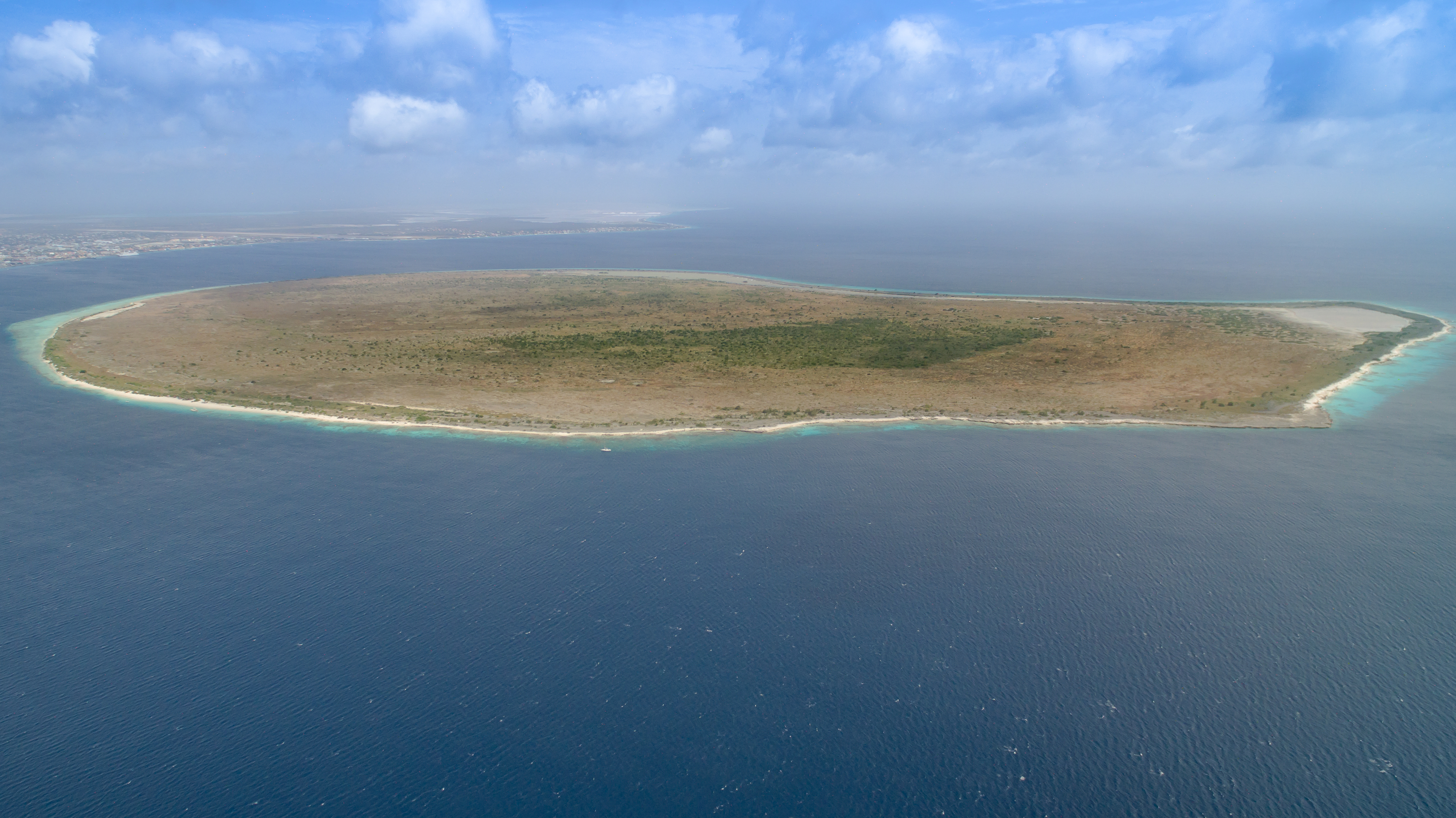
Luftbild von Klein Bonaire